# Élections législatives de 1973 en Loir-et-Cher
Les élections législatives françaises de 1973 se déroulent les 4 et 11 mars 1973. Dans le département de Loir-et-Cher, trois députés sont à élire dans le cadre de trois circonscriptions.

## Élus
| Circonscription | Député sortant                          | Parti | Parti | Député élu ou réélu | Parti | Parti |
| --------------- | --------------------------------------- | ----- | ----- | ------------------- | ----- | ----- |
| 1re             | Pierre Sudreau                          |       | CDP   | Pierre Sudreau      |       | CDP   |
| 2e              | Roger Corrèze                           |       | UDR   | Roger Corrèze       |       | UDR   |
| 3e              | Jean Desanlis suppléant de Paul Cormier |       | CDP   | Jean Desanlis       |       | CDP   |

## Résultats

### Résultats à l'échelle du département
| Parti                 | Parti                                   | Premier tour | Premier tour | Second tour | Second tour | Sièges |
| Parti                 | Parti                                   | Voix         | %            | Voix        | %           | Sièges |
| --------------------- | --------------------------------------- | ------------ | ------------ | ----------- | ----------- | ------ |
|                       | Centre démocratie et progrès            | 40 904       | 29,43        | 21 851      | 24,72       | 2      |
|                       | Union des démocrates pour la République | 18 517       | 13,32        | 24 469      | 27,69       | 1      |
|                       | Divers droite                           | 4 099        | 2,95         |             |             | 0      |
|                       | Union des républicains de progrès       | 63 520       | 45,70        | 46 320      | 52,41       | 3      |
|                       |                                         |              |              |             |             |        |
|                       | Parti socialiste                        | 30 379       | 21,86        | 42 061      | 47,59       | 0      |
|                       | Parti communiste français               | 25 640       | 18,45        | Retrait     | Retrait     | 0      |
|                       | Parti socialiste unifié                 | 2 012        | 1,45         |             |             | 0      |
|                       | Union de la gauche                      | 58 031       | 41,75        | 42 061      | 47,59       | 0      |
|                       |                                         |              |              |             |             |        |
|                       | Mouvement réformateur                   | 14 817       | 10,66        | Retrait     | Retrait     | 0      |
|                       | Extrême gauche                          | 2 622        | 1,89         |             |             | 0      |
|                       |                                         |              |              |             |             |        |
| Inscrits              | Inscrits                                | 173 161      | 100,00       | 107 457     | 100,00      | 3      |
| Abstentions           | Abstentions                             | 30 460       | 17,59        | 16 874      | 15,7        |        |
| Votants               | Votants                                 | 142 701      | 82,41        | 90 583      | 84,3        |        |
| Blancs et nuls        | Blancs et nuls                          | 3 711        | 2,6          | 2 202       | 2,43        |        |
| Exprimés              | Exprimés                                | 138 990      | 97,4         | 88 381      | 97,57       |        |
| Source : Data.gouv.fr |                                         |              |              |             |             |        |

### Résultats par circonscription

#### Première circonscription (Blois)
|                | Pierre Sudreau sortant réélu | CDP (URP)      | 27 754 | 52,97  |  |  |  |
|                | Roger Leclerc                | PCF            | 10 600 | 20,23  |  |  |  |
|                | Michel Fichant               | PS (UGSD)      | 8 038  | 15,34  |  |  |  |
|                | Michel Hermelin              | Divers droite  | 2 999  | 5,72   |  |  |  |
|                | Bernard Lefresne             | PSU            | 2 012  | 3,84   |  |  |  |
|                | Lionel Martin                | LCR            | 989    | 1,89   |  |  |  |
|                |                              |                |        |        |  |  |  |
| Inscrits       | Inscrits                     | Inscrits       | 65 675 | 100,00 |  |  |  |
| Abstentions    | Abstentions                  | Abstentions    | 11 810 | 17,98  |  |  |  |
| Votants        | Votants                      | Votants        | 53 865 | 82,02  |  |  |  |
| Blancs et nuls | Blancs et nuls               | Blancs et nuls | 1 473  | 2,73   |  |  |  |
| Exprimés       | Exprimés                     | Exprimés       | 52 392 | 97,27  |  |  |  |

#### Deuxième circonscription (Romorantin-Lanthenay)
| Candidat       | Candidat                    | Parti          | Premier tour | Premier tour | Second tour | Second tour |  |
| Candidat       | Candidat                    | Parti          | Voix         | %            | Voix        | %           |  |
| -------------- | --------------------------- | -------------- | ------------ | ------------ | ----------- | ----------- |  |
|                | Roger Corrèze sortant réélu | UDR (URP)      | 18 517       | 40,33        | 24 469      | 52,16       |  |
|                | Lucien Gigaud               | PS (UGSD)      | 10 634       | 23,16        | 22 438      | 47,84       |  |
|                | Jean Auger                  | PCF            | 8 250        | 17,97        | Retrait     | Retrait     |  |
|                | Guy Martineau               | MR             | 5 780        | 12,59        | Retrait     | Retrait     |  |
|                | Annie Sornin                | LO             | 1 633        | 3,56         |             |             |  |
|                | J.M. Boucher                | Divers droite  | 1 100        | 2,4          |             |             |  |
|                |                             |                |              |              |             |             |  |
| Inscrits       | Inscrits                    | Inscrits       | 56 840       | 100,00       | 56 824      | 100,00      |  |
| Abstentions    | Abstentions                 | Abstentions    | 9 858        | 17,34        | 8 762       | 15,42       |  |
| Votants        | Votants                     | Votants        | 46 982       | 82,66        | 48 062      | 84,58       |  |
| Blancs et nuls | Blancs et nuls              | Blancs et nuls | 1 068        | 2,27         | 1 155       | 2,4         |  |
| Exprimés       | Exprimés                    | Exprimés       | 45 914       | 97,73        | 46 907      | 97,6        |  |

#### Troisième circonscription (Vendôme)
| Candidat       | Candidat                    | Parti          | Premier tour | Premier tour | Second tour | Second tour |  |
| Candidat       | Candidat                    | Parti          | Voix         | %            | Voix        | %           |  |
| -------------- | --------------------------- | -------------- | ------------ | ------------ | ----------- | ----------- |  |
|                | Jean Desanlis sortant réélu | CDP (URP)      | 13 150       | 32,32        | 21 851      | 52,69       |  |
|                | Robert Girond               | PS (UGSD)      | 11 707       | 28,78        | 19 623      | 47,31       |  |
|                | Pierre Fauchon              | CD (MR)        | 9 037        | 22,21        | Retrait     | Retrait     |  |
|                | Claude Breton               | PCF            | 6 790        | 16,69        | Retrait     | Retrait     |  |
|                |                             |                |              |              |             |             |  |
| Inscrits       | Inscrits                    | Inscrits       | 50 646       | 100,00       | 50 633      | 100,00      |  |
| Abstentions    | Abstentions                 | Abstentions    | 8 792        | 17,36        | 8 112       | 16,02       |  |
| Votants        | Votants                     | Votants        | 41 854       | 82,64        | 42 521      | 83,98       |  |
| Blancs et nuls | Blancs et nuls              | Blancs et nuls | 1 170        | 2,8          | 1 047       | 2,46        |  |
| Exprimés       | Exprimés                    | Exprimés       | 40 684       | 97,2         | 41 474      | 97,54       |  |